# Кучин, Сергей Павлович
Сергей Павлович Кучин (3 июля 1924, Иркутск, РСФСР — 17 апреля 2014, Железногорск, Красноярский край, Российская Федерация) — инженер-геолог, публицист. Популяризатор истории города Железногорска, автор двух десятков документальных исследований о его созидателях и времени его основания. Лауреат премии Совета министров СССР.

## Биография

### Рождение, ранние годы
С. П. Кучин родился в Иркутске. Там же окончил городскую школу № 8 и оттуда был призван на Фронт. В одном из воспоминаний о довоенной учёбе он пишет:
Ещё было мирное время, но уже чувствовалось приближение войны. Мы вместе добросовестно изучали всё, что преподавалось нам в кружке ГТО, сдавали нормы на значок «Ворошиловский стрелок». В иркутской школе № 8 особенно культивировались лыжный спорт, стрелковые секции. Помню, для стрельбы из «тозовок» в торце коридора четвёртого этажа были установлены наполненные шлаком ящики, на них вывешивались мишени, в которые нужно было попадать с расстояния в 25 метров. Да, мы были мальчишками предвоенной поры. И занятия боевыми видами спорта ничуть не мешали нашим увлечениям литературой, искусством.

### Становление
Об участии Сергея Павловича в Великой Отечественной войне известно немного. Вот скупая фраза из характеристики: «Фронтовик, десантник, сапер-подрывник». Известно, что он награждён боевыми орденами и медалями: в каких именно операциях принимал участие, где служил — он пишет и рассказывает очень мало и неохотно.
После девятого класса почти все ребята во время летних каникул устроились на работу. Дмитрий с Андреем Перевозниковым завербовались сплавлять по Лене карбаса от Качуга до Осетрова. Июнь сорок первого года застал их в пути. Первым ушел в армию Андрей, за ним, в конце октября, — Дмитрий. Они были старше остальных ребят, им уже исполнилось восемнадцать. Я тоже воевал. Война разъединила нас, и мы встретились с Димой Сергеевым лишь в пятидесятые годы, когда я после окончания института уже работал в Красноярском крае.
Получил образование в Иркутском горно-металлургическом институте по специальности инженер-геолог. Институт окончил в 1952 году с отличием. Был направлен на работу в строящийся Красноярск-26. С 1953 года — начал с должности геолога Горного управления на строительстве ГХК. В 1960 году, после создания в городе проектно-изыскательской организации (филиала Ленинградского института ВНИПИЭТ), назначен руководителем отдела инженерно-геологических изысканий и гидрогеологических исследований. Карьеру геолога завершил заместителем директора проектного института.

### Расцвет, зрелые годы
Хотя и организаторские способности и знания инженера-геолога С. П. Кучина были отмечены правительственными наградами, его призванием стали история и литература. Ещё во время работы во ВНИПИЭТ он был заместителем председателя городского общества «Знание». Выйдя на пенсию, всего себя посвятил работе в Музее истории города: памяти людей вместе с которыми участвовал в его строительстве и развитии. Работал заместителем директора Музейно-выставочного центра по научной работе. Консультировал молодежь, занимавшуюся историей Железногорска.

## Достижения
Автор примерно двух десятков работ по истории города Железногорска и судьбах его созидателей.

## Оценки
Решением городского Совета от 24 июля 2000 г. С. П. Кучину присвоено звание «Почетный гражданин ЗАТО г. Железногорск».

## Награды
Награждён боевыми орденами и медалями. За обоснование целесообразности внедрения в геологических условиях первого микрорайона свайных фундаментов, в числе группы проектировщиков и строителей города был удостоен звания Лауреата премии Совета министров СССР. Из всех наград сам особо выделяет медаль «За отвагу».